# The Cats Aglow
The Cats Aglow, voorheen The Cats Aglow Band, is sinds 2002 een Nederlandse tributeband met muziek van The Cats. De meeste bandleden hebben in het verleden in andere bands gespeeld.  IJsbrand van Belleghem is de leadzanger en neemt de zangpartijen van Piet Veerman voor zijn rekening.
In 2008 trad de eerste leadzanger van The Cats, Cees Veerman, op met The Cats Aglow Band in Carré in Amsterdam. Ze waren toen in het voorprogramma van de Amerikaanse zanger Willy DeVille.
Piet Veerman, sinds 1968 de leadzanger voor de singles van The Cats, trad geregeld met The Cats Aglow Band op.
De band treedt met name in Nederland op en was ook voor optredens in Bonaire en Curaçao. Er zijn meerdere albums en dvd's opgenomen die alleen tijdens optredens verkrijgbaar zijn.

## Leden
- IJsbrand van Belleghem, leadzang en gitaar, afkomstig uit Paradise, The Dutch BeeGees, The Carclassics en Blue Star
- Boudewijn van Buuren, zang, toetsen en gitaar, afkomstig uit Shoreline
- Ton Vendel, zang en percussie, afkomstig uit Shoreline en Another Journey.
- Marcel Van der Heijden, slagwerk, zang.
- Ben Koole, basgitaar, afkomstig uit Break en Jen Rog.
- Piet van Doorn, zang en toetsen, afkomstig uit Paradise en the Carclassics
- Rob van Enkhuizen, zang en sologitaar afkomstig uit Shoreline en Picture.
- Henk Lakeman, technische leiding, geluidsman, afkomstig uit (Gitarist zanger) The Aristo Cats, De Makkers en That's Four.